# Dorje
Dorje (auch: Dorjee, Dorji, Dordsche; tibetisch རྡོ་རྗེ Wylie rdo rje, ZWPY Dorjê, THL Dorjé; Sanskrit वज्र vajra) ist das essentiellste Symbol des Dorje Thegpa (wylie: rdo rje theg pa; Sanskrit: Vajrayana) und ein häufig verwendeter Bestandteil tibetischer Namen.

## Bekannte Namensträger
Adibuddhas, Bodhisattvas, Dakinis und Gottheiten:
- Chagna Dorje, einer der acht großen Bodhisattvas des Mahayana-Buddhismus, siehe Vajrapani
- Dorje Chang, Adibuddha
- Dorje Chos, Adibuddha
- Dorje Legpa, Schützer der Lehren Buddhas
- Dorje Phagmo, Dakini, siehe Vajravarahi
- Dorje Sempa, Adibuddha
- Dorje Shugden, umstrittene Schutzgottheit im tibetischen Buddhismus

Weitere Namensträger:
- Cangkya Rölpe Dorje (1717–1786), tibetischer Geistlicher der Gelug-Schule
- Chagna Dorje (Sakyapa) (1239–1267), tibetischer Buddhist und Verwaltungsbeamter in mongolischen Diensten
- Changchub Dorje (1703–1732), 12. Karmapa
- Chencho Dorje (* 1998), französisch-bhutanischer Skirennläufer
- Chencho Dorji, bhutanischer Fußballspieler
- Chimi Dorji (* 1993), bhutanischer Fußballspieler
- Chöying Dorje (1604–1674), 10. Karmapa
- Damcho Dorji, bhutanischer Politiker, Innen- und Kultusminister, Außenminister
- Düdul Dorje (1733–1797), 13. Karmapa
- Garab Dorje, Meister des Dzogchen
- Gyurme Dorje (1950–2020), britischer Tibetologe
- Jigdral Yeshe Dorje (1904–1987), tibetischer Geistlicher, Linienhalter der Nyingma-Schule des tibetischen Buddhismus
- Jigme Dorje Wangchuck (1929–1972), Druk Gyalpo von Bhutan
- Jigme Palden Dorji (1919–1964), bhutanischer Politiker
- Jigme Tshering Dorji (* 1995), bhutanischer Fußballspieler
- Khakyab Dorje (1871–1922), 15. Karmapa
- Karmapa Rölpe Dorje (1340–1383), tibetischer Geistlicher der Karma-Kagyü-Schule
- Karmapa Trinlay Thaye Dorje (* 1983) der 17. Karmapa
- Kazi Lhendup Dorji Khangsarpa (1904–2007), Chief Minister von Sikkim
- Kelzang Dorji, bhutanischer Fußballspieler
- Kesang Chuki Dorjee (* 1976), Politikerin in Bhutan
- Khakyab Dorje (1871–1922), fünfzehnter Lama in der Inkarnationsreihe der Karmapas
- Kinley Dorji (* 1986), bhutanischer Fußballspieler
- Kinzang Dorji (* 1951), bhutanischer Politiker
- Lhendup Dorji (* 1994), bhutanischer Fußballspieler
- Mayeum Dorji (1897–1994), bhutanische Adlige, Designerin der Flagge Bhutans
- Mikyö Dorje (1507–1554), 8. Karmapa
- Orgyen Thrinle Dorje (* 1985), von Chinesen ernannte 17. Karmapa
- Pawo Choyning Dorji (* 1983), bhutanischer Filmemacher und Fotograf
- Pema Dorji (* 1985), bhutaner Fußballspieler und -trainer
- Pemba Dorjee Sherpa, nepalesischer Sherpa
- Rangjung Dorje (1284–1339), 3. Karmapa
- Rangjung Rigpe Dorje (1924–1981), 16. Karmapa
- Sangay Dorji (Druk Desi) (1901), König von Bhutan
- Sangay Dorji (Politiker) (* 1981), Politiker in Bhutan, Vorsitzender der Gyelyong Tshogde (Nationalrat)
- Sangay Dorji (Forscher), Forscher im Jigme-Dorrji-Nationalpark
- Sherub Dorji (* 2002), bhutanischer Fußballspieler
- Sonam Topgay Dorji (1896–1953), bhutanischer Politiker
- Surkhar Nyamnyi Dorje (1439–1475), tibetischer Mediziner
- Tashi Dorji (* 1981), bhutanischer Politiker
- Tashi Chodzom Dorji (* 1923), bhutanische Prinzessin und Diplomatin
- Tenzin Dorji (* 1997), bhutanischer Fußballspieler
- Terdag Lingpa Rigdzin Gyurme Dorje (1646–1714), tibetischer Geistlicher, siehe Terdag Lingpa
- Thaye Dorje (* 1983), von 14. Sharmapa ernannte 17. Karmapa
- Thegchog Dorje (1798–1868), 14. Karmapa
- Thinley Dorji (* 1950), bhutanischer Bogenschütze
- Thinley Dorji (* 1990), bhutanischer Fußballspieler
- Tsagun Dorji († 1699), Khan der Khalka-Mongolen, siehe Tüsiyetü Khan Cachundordsch
- Tsenda Dorji (* 1995), bhutanischer Fußballspieler
- Tshering Dorji (* 1993), bhutanischer Fußballspieler
- Ugyen Dorji (* 1992), bhutanischer Fußballspieler
- Wangay Dorji (* 1974), bhutanischer Fußballspieler
- Wangchug Dorje (1556–1603), 9. Karmapa
- Yeshe Dorje (1676–1702), 11. Karmapa
- Yeshey Dorji (* 1989), bhutanischer Fußballspieler

Vorname:
- Dorjee Khandu (1955–2011), Chief Minister von Arunachal Pradesh
- Dorjee Tsawa (* 1976), Schweizer Fußballspieler mit tibetischen Wurzeln